# موسيقى شعبية
الموسيقى الشعبية أو موسيقى الفولك (بالإنجليزية: Folk music)‏ كلًا من الموسيقى الشعبية التقليدية والنوع الموسيقي الذي تطور عنها خلال إحياء الموسيقى الشعبية الألمانية في القرن العشرين. تُسمى بعض أنواع الموسيقى الشعبية أحيانًا بموسيقى العالم. صُنفت الموسيقى الشعبية التقليدية بعدة طرق: كموسيقى منقولة شفهيًا، أو موسيقى لا يُعرف مؤلفوها أو موسيقى أصبحت عرفًا على مر الزمن. وقد قورنت مع الأنماط الكلاسيكية والتجارية. نشأ المصطلح في القرن التاسع عشر، لكن تمتد الموسيقى الشعبية إلى أبعد من ذلك.
بدءًا من منتصف القرن العشرين، تطور شكل جديد من الموسيقى الشعبية الشعبية عن الموسيقى الشعبية التقليدية. تُدعى هذه العملية والفترة بنهضة الموسيقى الشعبية (الثانية) التي بلغت أوجها في ستينيات القرن الماضي. وقد يُعرف هذا النوع من الموسيقى الشعبية المعاصرة أو موسيقى نهضة الموسيقى الشعبية، من أجل تمييزه عن أشكال الموسيقى الشعبية الأولى. حدثت نهضات مشابهة أصغر في عدة أماكن أخرى من العالم وفي فترات مختلفة، لكن لم يُطلق مصطلح الموسيقى الشعبية على الموسيقى الجديدة التي صُنعت خلال هذه الفترات. يشمل هذا النوع من الموسيقى الشعبية أيضًا أنواعًا موسيقيةً مدموجةً مثل الروك الشعبي و الميتال الشعبي وغيرها. تُعتبر الموسيقى الشعبية المعاصرة بشكل عام نوعًا منفصلًا عن الموسيقى الشعبية التقليدية، إلا أنها تشترك معها بنفس الاسم في اللغة الإنجليزية الأمريكية، وغالبًا ما تتشارك معها بالعازفين وأماكن العرض.

## الموسيقى الشعبية التقليدية

### تعريفها
تُعد مصطلحات الموسيقى الشعبية، والأغاني الشعبية والرقص الشعبي تعابير حديثةً نسبيًا. وهي امتدادات للمصطلح فلكلور، الذي صيغ في عام 1846 عبر خبير الآثار ويليام تومز من أجل وصف «تقاليد الطبقات غير المثقفة وأعرافها وخرافاتها». يُشتق المصطلح بشكل أبعد من الكلمة الألمانية فولكش، التي تعني «الشعب بأكمله»، أُطلق على الموسيقى الوطنية والشعبية بواسطة يوهان جوتفريد هردر والرومانسيين الألمان قبل أكثر من نصف قرن. على الرغم من اعتبارها موسيقى الشعب، فإن المراقبين يفضلون تعريفًا أدق بعيد المنال. إذ إن بعضهم لا يوافق على استخدام مصطلح الموسيقى الشعبية حتى. قد تميل الموسيقى الشعبية إلى خصائص معينة لكن لا يمكن تمييزها بوضوح عبر المصطلحات الموسيقية البحتة. غالبًا ما يدل أحد معاني المصطلح على «الأغاني القديمة، التي لا يُعرف مؤلفوها»، بينما يدل معنى آخر على تلك الأغاني التي خضعت «لعملية تطورية من الانتقال الشفهي.... والتشكيل وإعادة التشكيل عبر المجتمع الذي يعطيها طابع شعبي خاص بها».
تعتمد مثل هذه التعريفات على «العمليات (الثقافية) بدلًا عن الأساليب الموسيقية المجردة...»، وعلى «الاستمرارية والانتقال الشفهي... الذي يميز جانبًا واحدًا من الانقسام الثقافي، ولا يُعثر على الجانب الآخر في الطبقات السفلى للمجتمعات الإقطاعية والرأسمالية والشرقية فقط، بل أيضًا في المجتمعات «البدائية» وفي أجزاء من «الثقافات الشعبية». يُستخدم التعريف بأن «الموسيقى الشعبية هي ما يغنيه الناس» على نطاق واسع.
بالنسبة إلى شولز، وكذلك إلى بيلا بارتوك وسيسيل شارب، يختلف إحساس موسيقى الريف عن ذلك الخاص بالبلدة. وقد اعتُبرت الموسيقى الشعبية بالفعل «تعبيرًا واقعيًا عن طريقة الحياة الحالية أو الماضية أو تلك التي على وشك الاختفاء (أو في بعض الحالات، تلك التي حُفظت أو أُعيد إحياؤها)، وخاصةً في «مجتمع غير متأثر بفن الموسيقى» وبالأغاني التجارية والمنسوخة. رفض لويد هذا لصالح التمييز البسيط للطبقات الاقتصادية، إذ كانت الموسيقى الشعبية بالنسبة له، على حد تعبير تشارلز سيغر، «مرتبطةً بالطبقة الأدنى» للمجتمعات الطبقية المقسمة ثقافيًا واجتماعيًا. من هذا المنطلق، يمكن النظر إلى الموسيقى الشعبية على أنها جزء من مخطط مؤلف من أربعة أساليب موسيقية: «بدائية» أو «قبلية» و«نخبة» أو «فن» و«فولك» و«شعبية».
تُدعى موسيقى هذا النوع أيضًا بالموسيقى التقليدية. رغم أن المصطلح عادةً ما يكون وصفيًا فقط، فزن الناس تستخدمه أحيانًا كاسم نوع موسيقي. على سبيل المثال، استخدمت جائزة الغرامي سابقًا المصطلحين «الموسيقى التقليدية» و«الشعبية التقليدي» للإشارة إلى الموسيقى الشعبية التي لا تندرج ضمن الموسيقى الشعبية المعاصرة.[بحاجة لمصدر] قد تشمل الموسيقى الشعبية معظم موسيقى الشعوب الأصلية.

#### خصائصها
وفقًا للمنظور التاريخي، تملك الموسيقى الشعبية الخصائص التالية:
- انتقلت عبر التراث الشفهي. قبل القرن العشرين، كان الناس عادةً أميين؛ واكتسبوا أغانيَ عن طريق حفظها. في بادئ الأمر، لم يحصل هذا بمساعدة الكتب أو الوسائط المسجلة أو المنقولة. أمكن للمغنيين توسيع مخزونهم الفني باستخدام البرودشيت أو كتب الأغاني، لكن تمتاز هذه التحسينات الثانوية في جوهرها بخصائص الأغاني الأولى.
- ارتبطت غالبًا بالثقافة الوطنية. إذ كانت على وجه التحديد ثقافيةً؛ من منطقة أو ثقافة محددة. في سياق المجموعات المهاجرة، تحظى الموسيقى الشعبية ببعد إضافي يتمثل بالتماسك الاجتماعي. ويظهر هذا مليًا في مجتمعات المهاجرين، حيث يسعى الأستراليون اليونانيون، والصوماليون الأمريكيون، والبنجابيون الكنديون وغيرهم إلى إبراز اختلافهم عن الغالبية. إذ يتعلمون الأغاني والرقصات التي نشأت في مواطن أجدادهم.
- شاركت في إحياء الأحداث الشخصية والتاريخية. في أيام محددة من السنة، بما في ذلك الأعياد مثل عيد الميلاد وعيد الفصح ويوم مايو إذ تشارك أغان معينة في الاحتفال بالدورة السنوية لهذه الأعياد. وقد توجد أيضًا أغانٍ ورقصات وأزياء خاصة في أعياد الميلاد وحفلات الزفاف والجنازات. غالبًا ما تحتوي الأعياد الدينية أيضًا على عناصر الموسيقى الشعبية. تجذب الجوقة في هذه الأحداث الأطفال والمغنيين غير المحترفين الذين يشاركون في الساحة العامة، ما يعطي ارتباطًا عاطفيًا بعيدًا عن صفات الموسيقى الجمالية.
- أُنشدت الأغاني وفقًا للعرف فترة طويلة من الزمن، وغالبًا على مر العديد من الأجيال.

كتأثيرات جانبية، تظهر الخصائص التالية في بعض الأحيان:
- لا تملك الأغاني حقوق تأليف ونشر. إذ توجد مئات أغاني الموسيقى الشعبية من القرن التاسع عشر التي يُعرف مؤلفوها، لكنها استمرت في الانتقال الشفوي حتى بلغت مرحلة اعتبارها تقليديةً بغرض نشر الموسيقى. وقد انخفض تكرار هذا منذ أربعينيات القرن الماضي. اليوم، تُنسب كل أغاني الموسيقى الشعبية تقريبًا إلى منظم لها.
- دمج الثقافات: بسبب تفاعل الثقافات مع بعضها وتغيرها على مر الزمن، قد تشتمل أغاني الموسيقى الشعبية المتطورة بمرور الوقت على تأثيرات ثقافات منفصلة وتعكسها. تشمل العوامل ذات الصلة كلًا من الآلات الموسيقية، والضبط الموسيقي، والتصويت، والصياغة وحتى وسائل الإنتاج.

#### النغمة
في الموسيقى الشعبية، النغمة هي عبارة مقطوعة موسيقية قصيرة، ولحن، مع فقرات موسيقية متكررة وتُعزف غالبًا عدة مرات. تُسمى مجموعة النغمات ذات البنى المتشابهة بعائلة النغمة. يشير كتاب المشهد الموسيقي الأمريكي إلى أن «أكثر أشكال النغمات شيوعًا في الموسيقى الشعبية هي «إيه إيه بي بي»، التي تُعرف أيضًا بالشكل الثنائي».
في بعض التقاليد، قد تُربط النغمات ببعضها في ألحان أو «مجموعات».